# Cirkus Scott
Cirkus Scott er en svensk cirkus, grundlagt i 1937 af brødrene fra klovnetruppen 4 Bronetts. Cirkus Scott besøgte København i 1999, 2000 og 2001 med forestillinger på Bellahøj-cirkuspladsen, besøgene gav imidlertid beskedne tilskuertal. Danske Kim Benneweis var teltmester hos Cirkus Scott i 2002. Efter 2003 var der ingen forestiller, men i 2011 blev cirkus genstartet af Robert Bronett.
Cirkus Scott omtales som et af Europas største cirkus, og forestillingerne har gennem årene budt på nogle af verdens største cirkusartister.

## Historie
Cirkus Scott blev etableret i 1937 af brødrene Bruno (Benno) Goldkette (1891-1937), Carl (Calle) Goldkette (1889-1937), Herman Goldkette (1885-1949) og Natini Goldkette (1895-1952), der var af tysk afstemning med optrådte under kunstnernavnet Bronett, en af tidens mest berømte klovnetrupper, 4 Bronetts, som tidligere blandt andet havde optrådt i Cirkus Schumann.
Kort efter grundlæggelsen døde Carl, hvilket overlod cirkus til de tre tilbageværende brødre. Under 2. verdenskrig standsede cirkus med omrejsende forestillinger, men fortsatte i Stockholm indtil 1946, hvorefter det atter turnerede rundt i Sverige.
Da den sidste af Bronett-brødrene døde i 1952, overtog Brunos hustru, Käte Bronett (1906-1991), foretningen som eneejer. I 1953 turnerede hun med et show efter amerikansk forbillede med tre maneger i samarbejde med det tyske Cirkus Althoff. Hun ekspanderede cirkus og drev den videre sammen med sin søn, Francois (1932-1994), indtil 1982. Fra 1976 producerede Cirkus Scott ikke deres eget show, men lejede i stedet personale, dyr og udstyr fra det ungarske statscirkus.
Fra 1983 overtog Francois Bronett – der var født i København, og som sprechstallmeister blev kendt for udtrykket "får jag be om största möjliga tyssstnad" (dansk: må jeg bede om den størst mulige stilhed) – ledelsen af Cirkus Scott. Mellem 1983 og 1985 stoppede cirkus atter sit omrejsende show og gav kun forestillinger i Stockholm. Derefter begyndte Cirkus Scott igen et samarbejde med det tyske Althoff-cirkus og turnéerne i Sverige blev genoptaget.
Francois Bronetts sønner, Henry (f. 1961) og Robert (f. 1964), blev involveret i familievirksomheden og arvede den efter deres fars død i 1994. De fortsatte med at drive cirkus videre sammen indtil 2002. Henry fortsatte alene i 2003 hvorefter cirkus standsede på grund af økonomiske vanskeligheder. I 2004 etablerede Henry Bronett sin egen Cirkus Bronett.
Robert Bronett genstartede Cirkus Scott i 2011, hvor han i august måned opførte et stort show med en indbygget "cirkuspark" i Stockholm, blandt andet medvirkede heste fra danske Cirkus Arena. I sommeren 2012 turneredes atter gennem Sverige for at fejre cirkus' 75 års jubilæum. Året sluttede med et vintercirkus på Gärdet i Stockholm.

## Fotogalleri
- Cirkus Scott forestilling i 1983.
- Cirkus Scott forestilling i 1983.
- Cirkus Scott, sommer 2012.
- Cirkus Scott, vinter 2012.
- Cirkus Scott, vinter 2012.
- Teltet indvendigt, december 2012.
- Robert Bronett, juli 2013.
- Tältet i Örebro, 2013.
- Patrick Burke og søløven Roger i Örebro, 2013.
- Robert Bronett irettesætter klovnen Steve Caveagna, Örebro, 2013.